# Convention d'UNIDROIT sur les biens culturels volés ou illicitement exportés
La Convention d'UNIDROIT sur les biens culturels volés ou illicitement exportés (Rome, 1995) est un traité international qui porte spécifiquement sur la restitution des biens culturels volés ou illicitement exportés. Elle vise à combler les principales faiblesses de la Convention de l'UNESCO de 1970 concernant les mesures à prendre pour interdire et empêcher l’importation, l’exportation et le transfert de propriété illicites des biens culturels. La Convention d'UNIDROIT a pour but de lutter contre le trafic illicite des biens culturels en modifiant le comportement de l'acheteur, en l'obligeant à vérifier la provenance licite de son achat.        

## Diligence requise et charge de la preuve

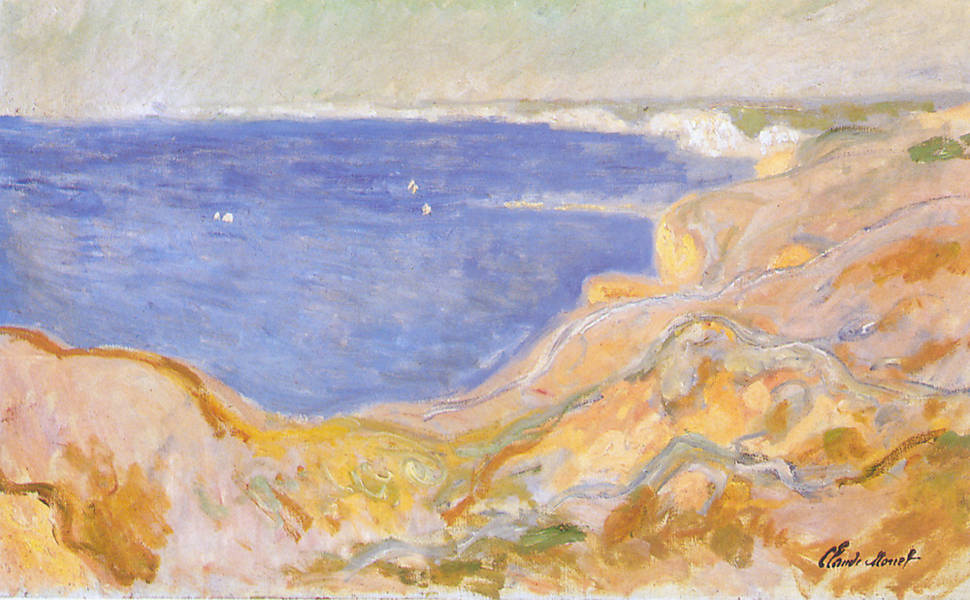
Claude Monet. Marina. Peinture volée au Museu da Chácara do Céu, Rio de Janeiro, en 2006

La Convention stipule que si un bien culturel a été volé, il doit être restitué (Chapitre II, article 3.1)  Le possesseur d’un bien culturel volé, qui doit le restituer, ne pourra prétendre à une indemnité équitable que s'il peut prouver avoir fait preuve de la diligence requise au moment de l'achat et qu’il ne pouvait pas savoir ou n’aurait pas pu savoir que le bien était volé (Chapitre II, article 4.1). Les critères de la diligence requises sont énumérés à l'article 4.4. de la Convention.
Pour évaluer l'origine licite de l'objet, les acteurs du marché de l'art doivent faire des recherches de provenance et utiliser notamment des bases de données internationales et nationales consacrées à la protection des biens culturels. Par exemple, la base de données d'INTERPOL sur les œuvres d'art volées qui est accessible à tous.
Alors que le Chapitre II de la Convention traite des biens culturels volés, le Chapitre III envisage les cas de biens culturels sortis de leur pays d'origine en violation des lois nationales sur l'exportation. Un État partie peut demander au tribunal compétent d'un autre État contractant d'ordonner le retour d'un bien culturel exporté illégalement de son territoire si le déplacement du bien a causé un préjudice de l'une des manières énumérées à l'article 5.3. Là encore, la charge de la preuve incombe au possesseur qui doit démontrer qu'il "ne savait pas ou n'aurait pas dû raisonnablement savoir au moment de l'acquisition que le bien avait été exporté illicitement" (article 6.1).
Ces règles s'appliquent également aux biens culturels acquis en héritage ou reçus en cadeau. Un héritier ou un bénéficiaire a la même responsabilité qu'un acheteur. Par conséquent, les musées et autres institutions publiques doivent effectuer des contrôles sur l'origine des objets reçus au risque de perdre le bien sans être indemnisés .

## La Convention UNESCO de 1970 et la Convention d'UNIDROIT de 1995
La Convention de l'UNESCO concernant les mesures à prendre pour interdire et empêcher l’importation, l’exportation et le transfert de propriété illicites des biens culturels (Convention de l'UNESCO de 1970) et la Convention UNIDROIT sont compatibles et complémentaires. 
La Convention d’UNIDROIT renforce les dispositions de la Convention de l’UNESCO de 1970 et les complète en formulant des règles minimales en matière de restitution et de retour de biens culturels. Elle garantit les règles du droit international privé et de la procédure internationale qui permettent de faire appliquer les principes inscrits dans la Convention de l’UNESCO.

## Les délais de prescription pour l'action en retour ou en restitution

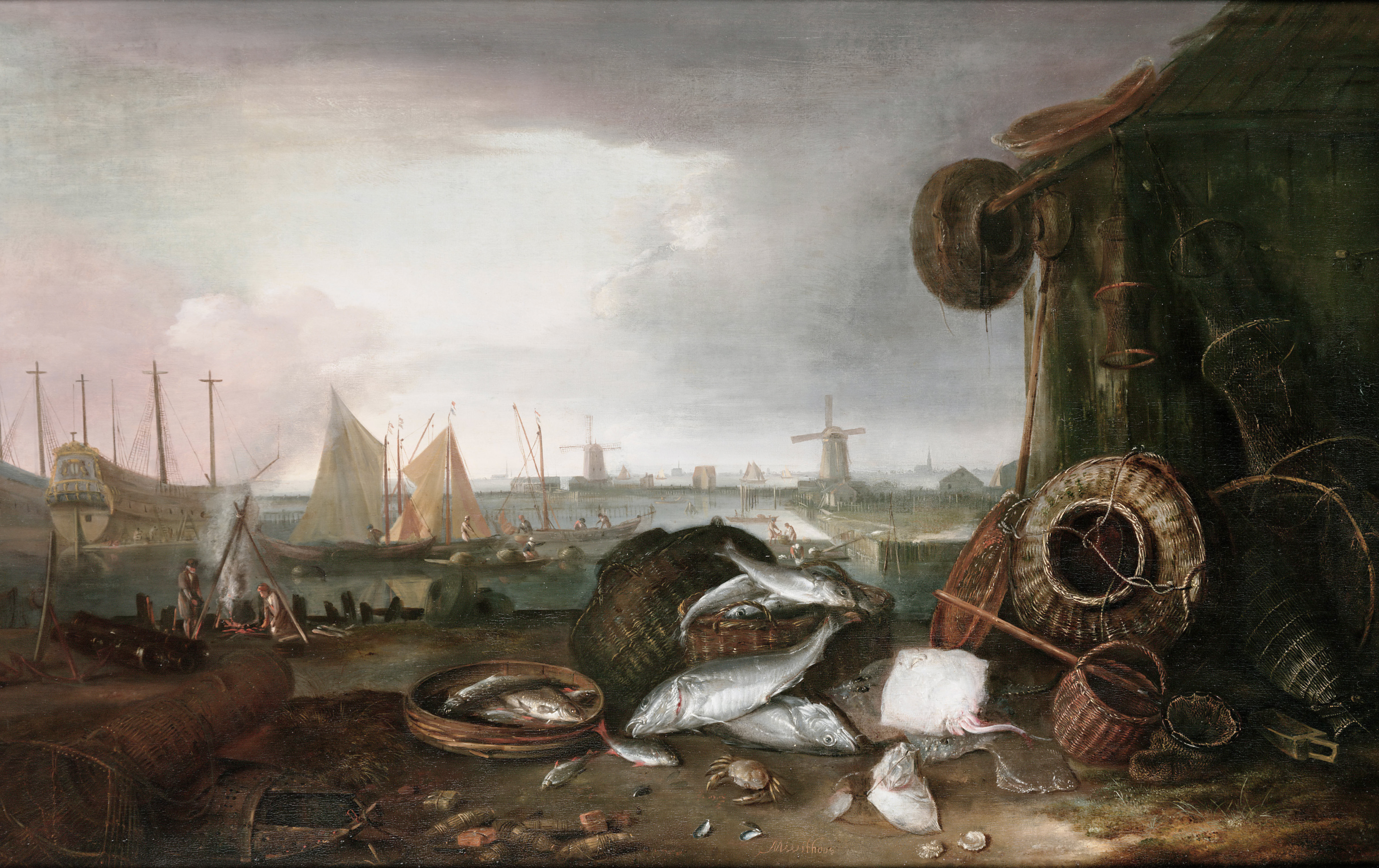
Matthias Withoos. De Grashaven. Peinture volée au Westfries Museum, Hoorne, en 2005

La Convention d'UNIDROIT de 1995 prévoit le délai dans lequel la personne dépossédée peut introduire une demande de restitution de biens culturels volés ou de retour de ceux qui ont été exportés illicitement. Une telle demande peut être introduite dans un délai de trois ans à compter du moment où le demandeur ou l’Etat requérant a connu l'endroit où se trouve le bien culturel et l'identité du possesseur et dans un délai maximum de 50 ans à compter du moment du vol, de l’exportation ou de la date à laquelle le bien aurait dû être retourné (article 3.3 et 5.5). Toutefois, il existe des exceptions à cette règle pour les objets volés. Les biens culturels qui font partie intégrante d'un monument ou d'un site archéologique identifié, ou qui appartiennent à une collection publique, ne sont pas soumis à une prescription autre que le délai de trois ans (article 3.4). Un État contractant peut toutefois déclarer que le recours doit être intenté un délai de 75 ans ou plus si son droit national le prévoit (article 3.5) .
La Convention d'UNIDROIT n'est pas un traité rétroactif dans son application. Ses dispositions ne s'appliquent qu'aux biens culturels volés ou exportés illégalement après l'entrée en vigueur de la Convention (article 10) . Toutefois, la Convention d'UNIDROIT "ne légitime aucunement une opération illicite de quelque nature qu’elle soit qui a eu lieu avant l’entrée en vigueur de la présente Convention" ni ne "limite le droit d’un Etat ou d’une autre personne d’intenter, en dehors du cadre "de la Convention" une action en retour ou en restitution (article 10.3)